# Pascal Quignard

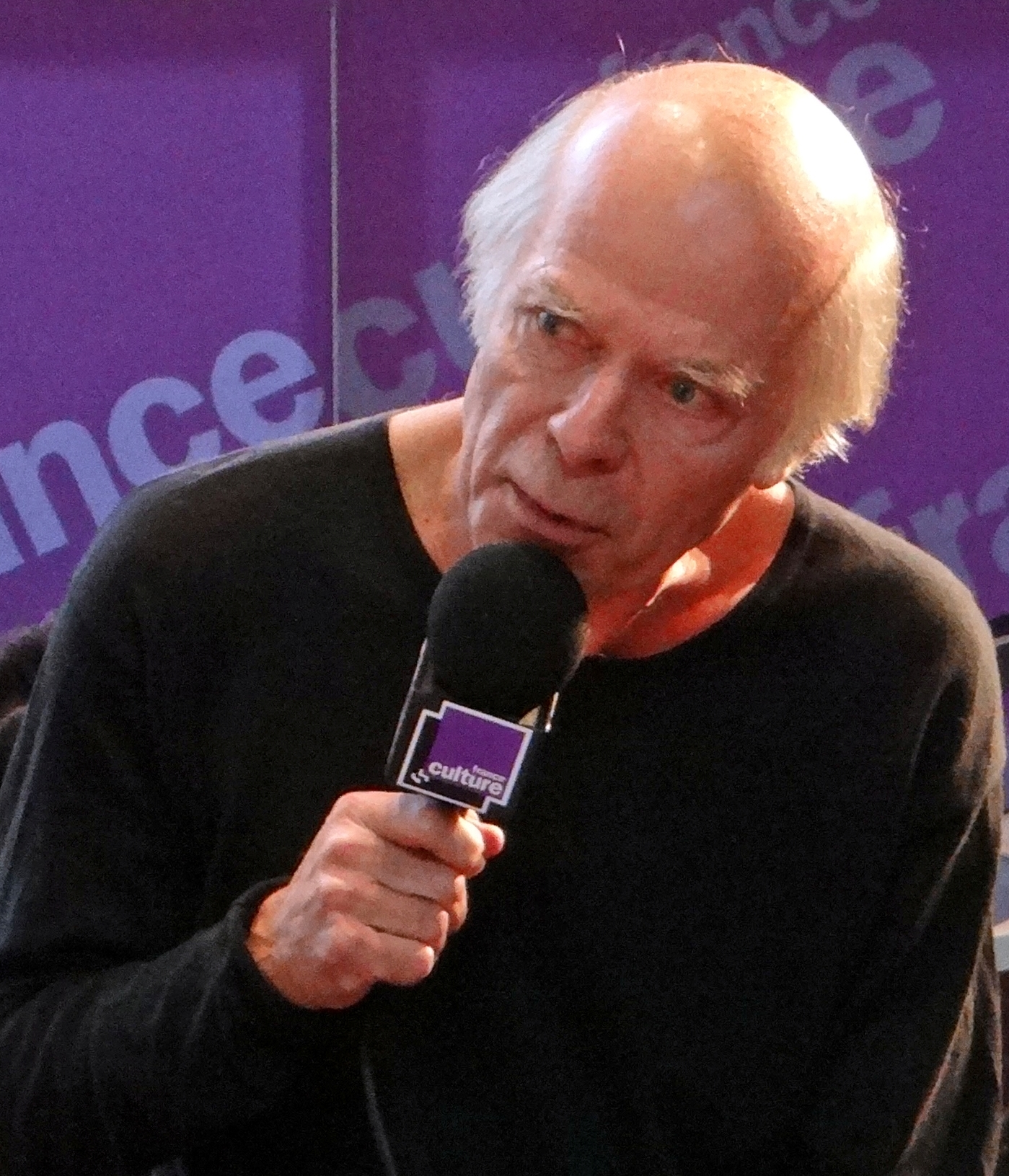
Pascal Quignard 5 d'abril de 2013

Pascal Quignard (23 d'abril de 1948 - Verneuil-sur-Avre, França), escriptor, assagista, gestor cultural i músic francès. Premi Goncourt de l'any 2002.

## Biografia

### Família i primers anys
Els seus pares professors de literatura clàssica i músics, van ocupar càrrecs de direcció en l'àmbit escolar; el seu pare director d'Institut i la seva mare directora d'una escola. El seu avi Charles Bruneau, és l'autor d'una famosa història de la llengua francesa.
Pascal va passar una infància difícil, amb períodes d'anorèxia i d'autisme i més tard de depressió.

### Formació
Va anar a l'Institut de l'Havre i al de Sèvres,on va adquirir coneixements de llatí i grec, llengües que posteriorment ha definit com les seves "llengües originàries".
Ha estudiat filosofia a la Facultat de lletres de Nanterre (1966-1968) on va coincidir amb Daniel Cohn-Bendit. Va tenir com a professors a Emmanuel Levinas i Paul Ricoeur, l'any 1968 va decidir abandonar la facultat per dedicar-se a la literatura i a la música.

## Gestor Cultural
La publicació del seu primer treball, un assaig dedicat a Leopold von Sacher-Masoch (Editorial Mercure) li va obrir les portes a l'editorial Gallimard que li va oferir un lloc com a lector. A Gallimard hi ha col·laborat durant 25 anys, ocupant llocs de lector (1969-1977), membre del Comitè de lectura (1977-1994) i Secretari General del servei literari (1990-1994).
Amb el suport del president francès François Mitterand, va fundar i presidir (1990-1994) el Festival d'Opera i Teatre barroc de Versalles.
De 1990 a 1993 ha presidit el Concert de les Nacions, amb la col·laboració de Jordi Savall.
El 7 de novembre de 2015 va participar en l'homenatge al primer autor d'un text escrit en llengua francesa, Nithard, Comte Abad de Saint Riquer, amb un espectacle titulat "Vie et Mort de Nithard" amb text de Quignard, coreografia de Luc Petton i música de Vavier Rosselle.

## Carrera literària
Com a escriptor ha publicat una gran quantitat d'obres; novel·les, poesia, assaig, recull d'aforismes, texts filosòfics, treballs sobre música, etc., col·laborant amb una gran quantitat de petites editorials.
El cineasta francès Alain Corneau ha adaptat al cinema les obres "L'occupation américaine" i també "Tous les matins du monde" (amb Jean-Pierre Marielle i Gerard Depardieu) El film descriu la relació entre Monsieur de Sainte-Colombe i el músic Marin Marais.
El coreògraf Angelin Preljocaj va crear l'any 1995 el ballet "Anoure" amb el llibret de Quignard "La voix perdue".

## Premis
- 1980: Premi "Critics" per "Carus".[6]
- 1998: Premi SGDL (Societé des Gens de Lettres)[1] i Gran Premi de novel·la de la ciutat de París[1]
- 2000: Premi de la Fundació "Prince Pierre de Monaco"[1] i Gran Premi de l'Acadèmia Francesa per "Terrasse à Rome"[2]
- 2002: Premi Goncourt per "Les Ombres errantes"
- 2006: Premi Jean-Giono[1]
- 2017: Premi Andre Gide de Literatura
- 2023: Premi Formentor[7]

## Obres
- 1971: Alexandra de Lycophron
- 1974: La Parole de la Délie
- 1975: Michel Deguy, Echo
- 1976: Sang, Le Lecteur (la primera novel·la)
- 1977: Hiems, Sarx, Inter aerias fagos
- 1979: Sur le défaut de terre, Carus (la segona novel·la, Prix des Critiques 1980)
- 1980: Le Secret du domaine, Petits traités (volum I à VIII)
- 1984: Les Tablettes de buis d'Apronenia Avitia
- 1985: Le Voeu de silence
- 1986: Une gêne technique à l'égard des fragments, Ethelrude et Wolframm, Le Salon du Wurtemberg
- 1987: La Leçon de musique, on parla del músic Marin Marais
- 1989: Les Escaliers de Chambord
- 1990: La Raison, Albucius, Kong Souen-Long, Sur le doigt qui montre cela, Petits Traités (tom I a tom VIII)
- 1991: Tous les matins du monde
  - Edició en català: Tots els Matins del món, traducció de Júlia Ferrer i Miquel-Lluís Muntané.(Barcelona: Editorial Empúries, 2002). ISBN 9788478093762.
- 1992: La Frontière
- 1993: Le Nom sur le bout de la langue
- 1994: Le Sexe et l'effroi, L'Occupation américaine, Les septante
- 1995: Rhétorique spéculative, L'Amour conjugal, Les Septante (1995)
- 1996: La Haine de la musique
- 1998: Vie secrète
- 2000: Terrasse à Rome (Gran premi de l'acadèmia Francesa)
- 2002: Dernier royaume (tom I: Les Ombres errantes [Premi Goncourt 2002]; tom II: Sur le jadis; tom III: Abîmes ; tom IV: Les Paradisiaques; tom V: Sordidissimes [2005]), Tondo (2002),
- 2005: Ecrits de l'Éphémère, Pour trouver les enfers
- 2006: Villa Amalia, Triomphe du temps, L'Enfant au visage de la mort, Requiem, Le Petit Cupidon
- 2007: La Nuit sexuelle
- 2008: Boutès
- 2009: La Barque silencieuse
- 2011: Les solidarités mystérieuses, Portraits de la pensée
- 2012: Les Désarçonnés (Dernier royaune -tom VII-)
- 2013: La Suite des chats et des ânes, Leçons de solfège et de piano, L'Origine de la danse
- 2016: Les Larmes.
- 2017: Dans ce jardin qu'on aimait.
- 2017: Performances des ténèbres.
- 2018: L'Enfant d'Ingolstadt (Dernier Royaume, tome X)
- 2020: L'Homme aux trois lettres., (Dernier Royaume, tome XI)
  - Edició en català: L´home de les tres lletres: darrer reialme XI, traducció d'Antoni Clapés.(Pollença: Quid Pro Quo Edicions, 2022). ISBN 978-84-17410-32-2.[8]
- 2021: L'amour la mer (Gallimard)